# Dudziczy (przystanek kolejowy)
Dudziczy (biał. Дудзічы, ros. Дудичи) – przystanek kolejowy w miejscowości Dudziczy, w rejonie kalinkowickim, w obwodzie homelskim, na Białorusi. Położony jest na linii Żłobin - Mozyrz - Korosteń.